# Фоли (остров)
Фоли (англ. Foley Island) — остров Канадского Арктического архипелага. В настоящее время остров необитаем (2012).

## География
Остров Фоли расположен в северо-восточном углу залива Фокс, близ побережья острова Баффинова Земля. Пролив Кокрам шириной 12 км отделяет остров от лежащего южнее крупного острова Принс-Чарльз. Юго-восточнее острова расположен остров Эр-Форс, севернее — полуостров Бэрд острова Баффинова Земля, восточнее — два небольших острова лежат в проливе между Баффиновой Землёй и островом. Площадь острова составляет 637 км². Длина береговой линии 153 км.
Рельеф большей части острова низменный и не превышает 20 метров над уровнем моря, наивысшая точка острова расположена на северо-востоке и имеет высоту 65 метров.